# Fingerstyle
Il fingerstyle (letteralmente "stile [fatto] con le dita"), oppure chiamato fingerpicking (letteralmente "pizzicare con le dita"), è una tecnica usata per chitarra  folk ed elettrica che consiste nel toccare le corde direttamente con le dita, senza uso di utensili intermedi quali il plettro. Nello stile fingerstyle si suona il repertorio di musica pop, folk, rock, ecc.
Il fingerstyle è molto usato nei pezzi per chitarra folk, ma ha raggiunto anche il mondo del rock and roll, dove, nonostante sia una pratica poco diffusa, viene usato anche da personaggi di primo piano come Mark Knopfler e Lindsey Buckingham.
Pur non essendo l'unico modo di suonare la chitarra senza plettro, è il preferito dalla maggioranza dei musicisti professionisti.
In Italia questo stile è stato introdotto da Giovanni Unterberger, e l'ha codificato attraverso libri di tecnica e di composizioni.

## La tecnica
Ci sono diversi tipi di "fingerstyle". L'approccio più formale prevede di posizionare la mano sulle corde vicino al foro della cassa, toccando solo le corde interessate anche se a volte si appoggia il pollice sulle corde per dare più stabilità alla mano.
Una tecnica alternativa è "preparare" il passaggio in anticipo posizionando le dita della mano destra sulle corde prima di suonare la nota. È usata soprattutto per l'arpeggio.
Alcuni musicisti appoggiano l'anulare vicino al ponte o al pickup della chitarra. Questo dito dovrebbe essere mantenuto dritto ma non rigido. Tenendolo contro il ponte il tono dello strumento viene smorzato, per cui i più esperti preferiscono evitare di appoggiarsi al ponte ed usare solo la parte della superficie della chitarra.
ll termine è comunemente utilizzato per indicare una tecnica di suonare la chitarra ad imitazione del pianoforte ragtime. Il pollice della mano destra imita la mano sinistra del pianista ponendo gli accenti e suonando le parti basse del brano; le altre dita della mano destra svolgono il ruolo della mano destra del pianista e suonano quindi la melodia.
I brani suonati in "fingerpicking" hanno il tipico andamento da marcia talvolta indicato con il termine "bum-chick".
La tecnica è stata ideata dai chitarristi neri di blues acustico di inizio Novecento. Il suo uso è rimasto poco diffuso fino agli anni '70, in cui, ad opera di alcuni chitarristi bianchi, si è avuta una grande diffusione sia a livello di revival che di nuove ed originali incisioni caratterizzando per un certo periodo il concetto stesso di "suonare la chitarra folk".
La forte caratterizzazione che contraddistingue questa tecnica ne segna anche gli evidenti limiti che la rendono non ottimale per rappresentare determinate atmosfere o generi musicali. Così negli ultimi decenni, il fingerpicking ha lasciato spazio a nuove tecniche per la chitarra folk più "libere" nell'espressione o più "complesse" nella ritmica.

## Thumbpicking
Poiché la posizione della mano destra è, tra i fingerpickers, decisamente più inclinata in direzione del manico, e non perpendicolare alle corde come nella tecnica classica, viene con una certa frequenza, e specialmente in certe aree, utilizzato un piccolo dispositivo (thumbpick) che, inserito nel pollice destro, offre una specie di unghia artificiale in plastica che ha un angolo retto col pollice stesso, consentendo di pizzicare i bassi con più decisione e con maggiore vigore sonoro.

## Fingerpicks
Si tratta, analogamente ai thumbpicks, di dispositivi che si inseriscono sull'indice, medio e talvolta anulare della mano destra, con la parte prominente dal lato opposto all'unghia. Ce ne sono in plastica ed in metallo, e vengono utilizzati solitamente per aumentare il volume. I banjoisti ne usano, normalmente, due più il thumbpick.

## Pizzico "ibrido"
Alcuni chitarristi usano il pizzicato solo in situazioni occasionali all'interno di un brano, tenendo il plettro tra il pollice e l'indice durante l'esecuzione.
È uno stile diffuso nei generi dove il "fingerstyle" è raro o è semplicemente una tecnica ausiliaria. Ritchie Blackmore ha usato questa tecnica per il famoso riff di apertura di Smoke on the Water. Eric Johnson, Carl Verheyen, Brett Garsed, Albert Lee, e Steve Trovato usano questa tecnica nel country-rock. Gustavo Assis-Brasil usa una tecnica ibrida per eseguire jazz brasiliano. Zakk Wylde ha esportato questa tecnica nell'heavy metal e Steve Vai ne fa spesso uso nelle sue improvvisazioni dal vivo, così come Tommy Emmanuel.
Una variante del pizzico ibrido consiste nel tenere fermo il plettro tra pollice ed indice, usandolo quindi solo se necessario, e pizzicare le corde con le tre dita rimaste libere. È una tecnica largamente usata sulla chitarra acustica, mentre usarla sulla chitarra elettrica in una parte solistica richiede una considerevole padronanza di tutte le tecniche dell'arpeggio.

## Percussivefingerstyle
Il percussive fingerstyle è una tecnica più avanzata che consiste nel percuotere le corde con la mano sinistra e con la destra percuotere la tavola armonica.
Tale tecnica viene usata anche oggi, nonché coniando il termine One man Band.